# Ка Пуљијезе (Ферара)
Ка Пуљијезе (итал. Ca' Pugliese) је насеље у Италији у округу Ферара, региону Емилија-Ромања.
Према процени из 2011. у насељу је живело 21 становника. Насеље се налази на надморској висини од 7 м.